# Parco nazionale di Superaguì
Il parco nazionale di Superaguì fu creato nel 1989 con un'area iniziale di 21.400 ha. Nel 1999 fu demarcata un'altra porzione e l'area aumentò a circa 34.000 ha. La gestione del parco è affidata all'Istituto Chico Mendes per la Conservazione della Biodiversità (ICMBio).

## Storia
Nella zona del parco furono identificati molti sambaquì a riprova del fatto che ci furono pescatori molto antichi, in seguito la regione fu colonizzata da popolazioni carijós e tupiniquins, più tardi si installarono i portoghesi.
Nel 1852, Perret Gentil, console svizzero di Rio de Janeiro, fondò nell'isola di Superaguì una delle prime colonie europee nello stato del Paraná, e inizialmente si insediarono 15 famiglie.
Nel 1991, il parco fu ammesso alla lista dei luoghi considerati riserva della Biosfera da parte dell'UNESCO, visto che, dal punto di vista di produzione di alimenti, è una delle zone più importanti del paese. Più recentemente, in dicembre del 1999, il parco fu anche dichiarato parte del patrimonio naturale dell'Umanità, sempre da parte dell'UNESCO.

## Territorio
Comprende la maggior parte dell'isola di Superaguì e dell'isola das Peças, l'isola de Pinheiro e l'isola do Pinheirinho. Sulla terraferma, furono inclusi anche la valle del Rio dos Patos e il canale del Varadouro, che separa l'isola di Superaguì dal continente.

## Flora

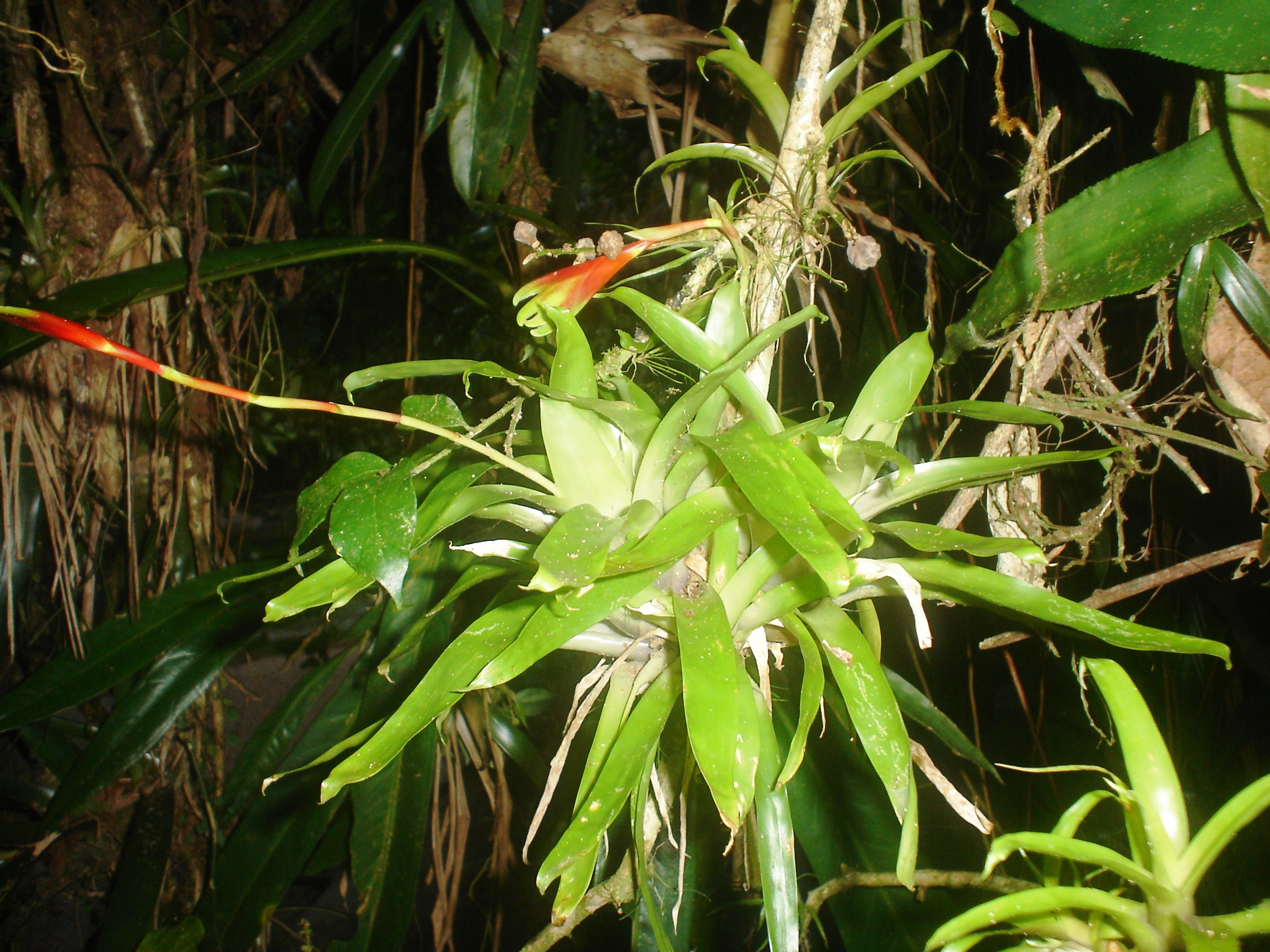
Bromeliaceae nella foresta atlantica

Il parco fa parte della zona d'estuario di Paranaguá, Cananéia e Iguape: vi sono baie, spiagge deserte, restingas, mangrovie e abbondanti zone di foresta Atlantica. La foresta atlantica a sua volta è particolarmente ricca di specie di Bromeliaceae, piante sospese le cui radici assorbono l'umidità direttamente dall'ambiente.
Un inventario etnobotanico delle aree adiacenti al parco nazionale di Superaguì ha rilevato l'esistenza di 10 famiglie botaniche: Asteraceae, Myrtaceae, Lauraceae, Poaceae, Solanaceae, Fabaceae, Lamiaceae, Euphorbiaceae, Mimosaceae e Cucurbitaceae. Tra queste famiglie, sono state citate 236 specie di uso medicinale, 98 di interesse forestale, 89 con finalità alimentare e 70 per la preparazione di utensili da pesca.

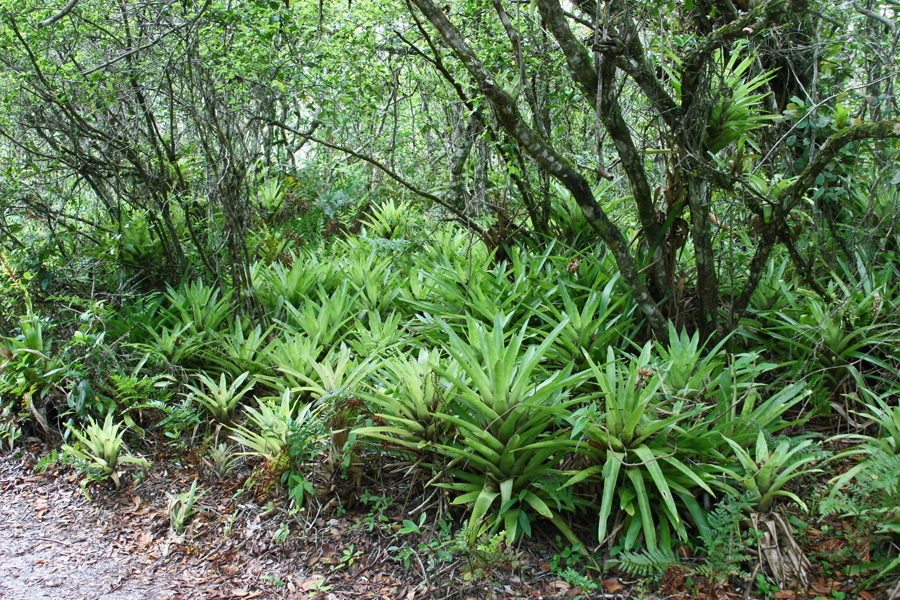
Foresta con sottobosco di Bromeliaceae

Merita una menzione particolare la Pimenta pseudocaryophyllus, una Mirtacea da cui si produce la cataia, bevanda tradizionale esclusiva della zona del parco.

## Fauna

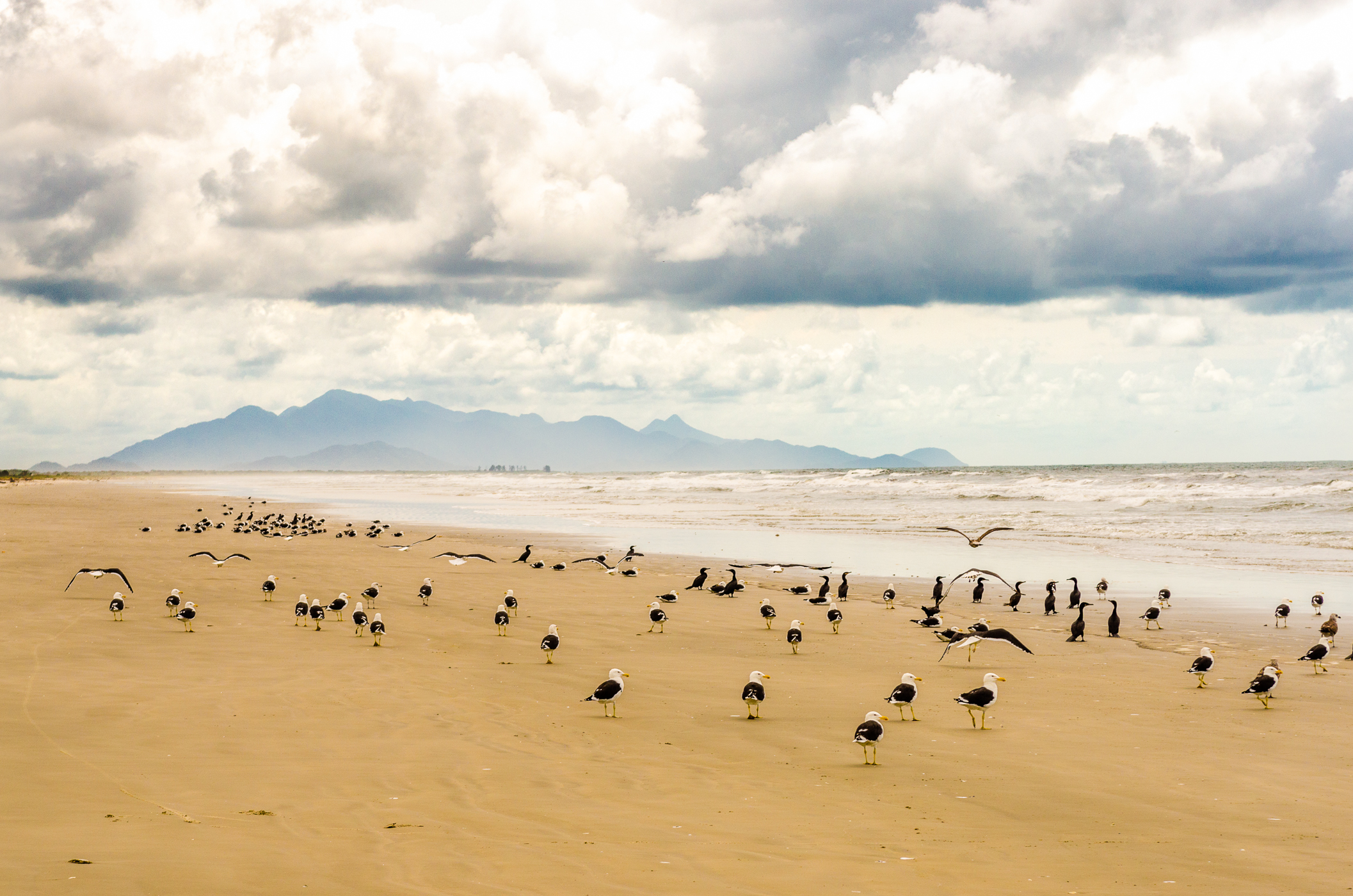
Uccelli marini sulla spiaggia di Superaguì

All'interno dei limiti del parco, vivono numerose specie animali, alcune rare o minacciate di estinzione, come il e il pappagallo amazzone codarossa (Amazona brasiliensis), la poiana a collo bianco (Leucopternis lacernulatis), il beccabacca testanera (Carpornis melanocephala), il tinamo a zampe gialle (Crypturellus noctivagus noctivagus), il riccio di mare (Paracentrotus gaimardi), il puma (Puma concolor capricornensis), il Thalasseus capricornensis, il leontocebo di Superagui (Leontopithecus caissara) e pappagallo amazzone cigliarosse (Amazona rhodocorytha) il caimano dal muso largo (Caiman latirostris).

## Punti di interesse
- Spiaggia deserta dell'isola di Superaguì e Comunità della Barra do Superaguì: possiede 38 km di spiaggia vergine, che si può visitare sia a piedi, sia in bicicletta.
- Sentiero della spiaggia deserta dell'isola di Superaguì: con un tragitto di 1,30 ore, di difficoltà moderata. Si richiede un minimo di attenzione per il passaggio attraverso zone che possono essere parzialmente allagate con le piogge. Offre ottime possibilità di osservazione della restinga, delle Bromeliaceae e delle orchidee, a volte può essere visibile anche il leontocebo di Superaguì.
- Baia del fiume das Peças, spiaggia deserta dell'isola das Peças e villaggio das Peças: punto di concentrazione della pontoporia (Pontoporia blainvillei), dove facilmente si osservano copie di madre e cucciolo, la spiaggia vergine lunga 7 km costituisce un unto di osservazione privilegiato verso la costa dell'isola do Mel.
- Isole Pinheiro e Pinheirinho: la grande attrazione dell'isola del Pinheiro sono gli stormi del raro pappagallo amazzone codarossa che si concentra al tramonto per passare la notte sulle fronde più alte dell'isola.
- Circuito Lagamar: permette l'osservazione del paesaggio, il canale del Varadouro, la località di Abacateiro che è un museo vivente della cultura del Fandango, il luogo storico di Ararapira Velha (dove però è proibito sbarcare per evitare danni al patrimonio storico), la Barra dell'Ararapira e l'uso tradizionale della foglia di cataia (Drimys brasiliensis) per ridurre l'acidità nei distillati. alcolici.[1]

## Accessi
Il parco ha due punti accesso, uno a nord, per chi viene dallo stato di São Paulo attraverso la comunità della Barra do Superaguì, e uno da sud, per chi viene dal Paraná, attraverso la comunità dell'isola das Peças.
Non esistono linee regolari di trasporto marittimo e i visitatori devono confidare nel trasporto messo a disposizione localmente dai pescatori che possono traghettare i visitanti attraverso il bracco di mare del canale del Varadouro e lasciarli sull'isola. La domanda turistica è ancora abbastanza limitata, ma dopo l'installazione della corrente elettrica alla fine del 1998 si punta a un incremento costante delle viste. I due centri metropolitani principali — Curitiba e São Paulo — sono i bacini ideali da dove si muoveranno i turisti.

## Strutture ricettive
Il parco non possiede ancora un'infrastruttura turistica organizzata e neppure esiste un piano di gestione. Solamente il villaggio di Barra do Superaguì sorge al di fuori dei limiti del parco e là esistono otto pensioni, quattro ristoranti e un'area di campeggio.